# C22H24N2O2
化学式C22H24N2O2（摩尔质量：348.446 g/mol）可以指：
- 阿伐斯汀（英语：Acrivastine），CAS号：87848-99-5
- JBIR-47，Pubchem CID：135863165

|  | 这个同类索引页列出了具有相同分子式的化学物（即同分異構體）条目。 除非您是有意链接至本页，否则应将相应条目的内部链接指向正确的条目。 |